# Sven Väth
Sven Väth (* 26. října 1964 v blízkosti Frankfurtu, Německo) je německý DJ s velmi velkou rozmanitostí svého repertoáru. Počátek jeho kariéry se datuje rokem 1982 a od roku 1985 se stal součástí kapely OFF (Organization For Fun), která o dva roky později (1987) vydala hit „Electrica Salsa“. Byl jedním ze zakladatelů trancového labelu HartHouse a dnes již zaniklého Eye-Q. Byl jedním z prvních DJs, který trance začal hrát (mj. techno, house a spoustu dalších od těchto odvozených žánrů). V roce 1995 hudební magazín MIXMAG zařadil jeho album Accident in Paradise mezi 50 nejlepších tanečních alb historie, ačkoliv první skladba je ve stylu techno, zbytek je mnohem klidnější, jako například skladba „Coda“, která zahrnuje pouze flétnu a cembalo.
Väth je také známý jako „RU ready“ a „Sam Vision“. Byl členem kapel 16 Bit, Astral Pilot, Barbarella, The Essence of Nature, Metal Masters, Mosaic a již zmiňované OFF. Je majitelem Cocoon Event Media GmbH, což zahrnuje i label Cocoon Recordings a potažmo i jeho klub Cocoon ve Frankfurtu.

## Diskografie

### Alba
- Accident in Paradise (Eye Q, 1992) (Warner Bros. Records, 1993, U.S.)
- The Harlequin, the Robot, and the Ballet Dancer (Eye Q, 1994) (WBros. Records, 1995, U.S.)
- Der Kalte Finger (Eye Q, 1996; spolupráce s B-Zet)
- Fusion (Virgin Records, 1998)
- Six in the Mix (The Fusion Remix Collection '99) (Virgin Records, 1999)
- Contact (Ultra Records, 2000) (také vydáno Virgin Records)
- Retrospective 1990-1997 (jednodisková verze) (WEA Records, 2000)
- Retrospective 1990-1997 (dvoudisková verze) (Club Culture, 2000)
- Fire (Virgin Records, 2002)
- Allan Gauch (Virgin Records 1997-2002)
- DC's Hand Picked Mix Tape
- Fire Works (remixy skladeb z alba Fire) (Virgin Records, 2003)
- Sound of The First Season (jednodisková verze 2000)
- Sound of The Second Season (dvoudisková verze 2001)
- Sound of The Third Season (jednodisková verze 2002)
- Sound of The Fourth Season (dvoudisková verze 2003)
- Sound of The Fifth Season (jednodisková verze 2004)
- Sound of The Sixth Season (dvoudisková verze 2005)
- Sound Of The Seventh Season (dvoudisková verze 2006)
- Sound Of The Eighth Season (dvoudisková verze 2007)
- Sound of the Ninth Season (dvoudisková verze 2008)
- Sound of the Tenth Season (dvoudisková verze 2009)

### Singly
- „L'Esperanza“ #5 Hot Dance Club Play; #63 UK (1993)
- „Ritual of Life“ (Eye Q, 1993)
- „Ballet-Fusion“ (Eye Q, 1994)
- „Fusion - Scorpio's Movement“ (Virgin Records, 1997)
- „Breakthrough“ (Virgin Records, 1998)
- „Face It“ (Virgin Records, 1998)
- „Omen A.M.“ (Virgin Records, 1998)
- „Schubdüse“ (Virgin Records, 1998)
- „Sounds Control Your Mind“ (Virgin Records, 1998)
- „Augenblick“ (Virgin Records, 1999)
- „Dein Schweiss“ (Virgin Records, 1999)
- „Discophon“ (Virgin Records, 1999)
- „Barbarella“ (remix) (Club Culture, 2000)
- „L'Esperanza“ (remix) (Club Culture, 2000)
- „My Name is Barbarella“ (Code Blue, 2000)
- „Je T'aime ... Moi Non Plus“ / Design Music (Virgin Records, 2001)
- „Strahlemann Und Söhne“ (remix) (Virgin Records, 2001)
- „Mind Games“ (Virgin Records, 2002)
- „Set My Heart on Fire“ (Virgin Records, 2002)
- „Komm“ (Cocoon Recordings, 2005)
- „Spring Love“ (Datapunk, 2006)
- „The Beauty and The Beast„ (Cocoon Records 2008)